# Шакула Андрій Юрійович
Андрій Юрійович Шакула (5 січня 1984, Любоіванівка, Арбузинський район, Миколаївська область — 2 лютого 2015, Донецьк, Україна) — український військовий. Один із «кіборгів».
Солдат 79-ї окремої аеромобільної бригади. Загинув при обороні Донецького аеропорту під час російсько-української війни.

## Нагороди
Указом Президента України № 282/2015 від 23 травня 2015 року, «За особисту мужність і високий професіоналізм, виявлені у захисті державного суверенітету та територіальної цілісності України, вірність військовій присязі», Андрій Шакула посмертно нагороджений орденом «За мужність» III ступеня.